# Sismo na Guatemala em 1902
O sismo de 1902 na Guatemala ocorreu em 18 de abril às 20h23 (hora local) com uma magnitude de momento de 7,5 e uma intensidade máxima de Mercalli de VIII. A ruptura foi iniciada a uma profundidade de 25 km e a duração foi de 1 a 2 minutos.
A sequência de tremores anteriores e secundários deste incidente foram importantes. Antes do choque principal, houve um enxame de terremotos que persistiu por três meses, e os tremores posteriores duraram mais de duas semanas. Em retrospectiva, fica claro que esse enxame e o choque principal foram indicadores claros do despertar do Vulcan Santa María, há muito adormecido, localizado a 97 km (60 milhas) a noroeste, o que levou à erupção explosiva histórica de 1902, que ocorreu 6 meses depois, em outubro.
A maioria das igrejas no oeste da Guatemala e no leste de Chiapas foi severamente devastada ou abolida. O número de pessoas mortas estava entre 800 e 2 000.
Uma estranha ocorrência de fortes chuvas, relâmpagos e trovões ocorreu pouco antes do terremoto. Algumas semanas antes do sismo, choveu todas as tardes por vários dias seguidos. A Cidade da Guatemala foi instantaneamente inundada quando enormes lacunas se abriram nas ruas, canos de água se romperam e cabanas junto com catedrais se desintegraram e desmoronaram, o que também enterrou centenas. Em apenas uma hora, aproximadamente 80 000 pessoas ficaram desabrigadas.
Assim que o terremoto ocorreu, o céu clareou e não choveu por aproximadamente três semanas. Foi dito que o terremoto teve algo a ver com uma perturbação atmosférica ligada a uma natureza elétrica. A razão para isso é que as primeiras tempestades foram tempestades elétricas.